# Loretta Lynn
Loretta Lynn, nome artístico de Loretta Webb, (Butcher Hollow, 14 de abril de 1932 – Hurricane Mills, 4 de outubro de 2022) foi uma cantora e letrista norte-americana de música country. Recebeu diversos prêmios e honras, por seu papel na música country. Uma de suas parcerias com Conway Twitty, "Louisiana Woman, Mississippi Man" (Mulher de Louisiana, homem do Mississippi) figurou na trilha sonora do jogo eletrônico Grand Theft Auto: San Andreas, mais precisamente na rádio K-Rose.
Foi introduzida ao Country Music Hall of Fame em 1988.

## Premiações

### Anos 60
| Ano  | Categoria                        | Prêmio                    |
| ---- | -------------------------------- | ------------------------- |
| 1967 | Country Music Association Awards | Vocalista Feminina do Ano |
| 1967 | Music City News Country          | Artista Feminina do Ano   |
| 1968 | Music City News Country          | Artista Feminina do Ano   |
| 1969 | Music City News Country          | Artista Feminina do Ano   |

### Anos 70
| Ano  | Categoria                              | Prêmio                                                                                                |
| ---- | -------------------------------------- | --- |
| 1970 | Artista Feminina do Ano                | |
| 1971 | Academy of Country Music Awards        | Melhor Vocalista Feminina                                                                             |
| 1971 | MElhor Duo de Vocal; com Conway Twitty | |
| 1971 | Music City News Country                | Artista Feminina do Ano                                                                               |
| 1971 | Music City News Country                | Duo de Vocal do Ano; com Conway Twitty                                                                |
| 1972 | Grammy Awards                          | Melhor Performance de Vocal Country por uma Dupla/Grupo, "After the Fire Is Gone" (com Conway Twitty) |
| 1972 | Music City News Country                | Artista Feminina do Ano                                                                               |
| 1972 | Music City News Country                | Duo de Vocal do Ano; com Conway Twitty                                                                |
| 1972 | Country Music Association Awards       | Entertainer do Ano                                                                                    |
| 1972 | Country Music Association Awards       | Vocalista Feminina do Ano                                                                             |
| 1972 | Country Music Association Awards       | Duo de Vocal do Ano; com Conway Twitty                                                                |
| 1973 | Academy of Country Music Awards        | Melhor Vocalista Feminina                                                                             |
| 1973 | Music City News Country                | Artista Feminina do Ano                                                                               |
| 1973 | Music City News Country                | Duo de Vocal do Ano; com Conway Twitty                                                                |
| 1973 | Country Music Association Awards       | Vocalista Feminina do Ano                                                                             |
| 1973 | Country Music Association Awards       | Duo de Vocal do Ano; com Conway Twitty                                                                |
| 1974 | Academy of Country Music Awards        | Melhor Vocalista Feminina                                                                             |
| 1974 | Academy of Country Music Awards        | Melhor Duo de Vocal; com Conway Twitty                                                                |
| 1974 | Music City News Country                | Artista Feminina do Ano                                                                               |
| 1974 | Music City News Country                | Duo de Vocal do Ano; com Conway Twitty                                                                |
| 1974 | Country Music Association Awards       | Duo de Vocal do Ano; com Conway Twitty                                                                |
| 1975 | Academy of Country Music Awards        | Entertainer do Ano                                                                                    |
| 1975 | Academy of Country Music Awards        | Melhor Álbum do Ano; Fellin's (com Conway Twitty)                                                     |
| 1975 | Academy of Country Music Awards        | Melhor Vocalista Feminina                                                                             |
| 1975 | Academy of Country Music Awards        | Melhor Duo de Vocal; com Conway Twitty                                                                |
| 1975 | American Music Awards                  | Banda/Dupla/Grupo Favorito de Country; (com Conway Twitty)                                            |
| 1976 | Academy of Country Music Awards        | Melhor Duo de Vocal; (com Conway Twitty)                                                              |
| 1976 | Music City News Country                | Artista Feminina do Ano                                                                               |
| 1976 | Music City News Country                | Duo de Vocal do Ano; (com Conway Twitty)                                                              |
| 1976 | Music City News Country                | Álbum do Ano                                                                                          |
| 1977 | Music City News Country                | Artista Feminina do Ano                                                                               |
| 1977 | American Music Awards                  | Artista Feminina de Country Favorita                                                                  |
| 1977 | American Music Awards                  | Banda/Dupla/Grupo Favorito de Country; (com Conway Twitty)                                            |
| 1978 | Music City News Country                | Vocalista Feminina do Ano                                                                             |
| 1978 | Music City News Country                | Duo de Vocal do Ano; (com Conway Twitty)                                                              |
| 1978 | American Music Awards                  | Artista Feminina Favorita                                                                             |
| 1978 | American Music Awards                  | Banda/Dupla/Grupo Favorito de Country; (com Conway Twitty)                                            |
| 1979 | Academy of Country Music Awards        | Artista da Década                                                                                     |
| 1980 | Music City News Country                | Artista Feminina do Ano                                                                               |
| 1980 | Music City News Country                | Duo de Vocal do Ano; (com Conway Twitty)                                                              |

### Anos 80
| Ano  | Award Program                             | Award    |
| ---- | ----------------------------------------- | -------- |
| 1981 | Vocal Duo of the Year; (w/ Conway Twitty) |          |
| 1986 | Living Legend Award                       |          |
| 1988 | Country Music Hall of Fame                | Inducted |

### Anos 90
| Ano  | Categoria                             | Prêmio                  |
| ---- | ------------------------------------- | ----------------------- |
| 1997 | Grammy Awards                         | Prêmios do Hall da Fama |
| 1999 | Hall da Fama da Música Country-Gospel | Incluída                |

### Anos 2000

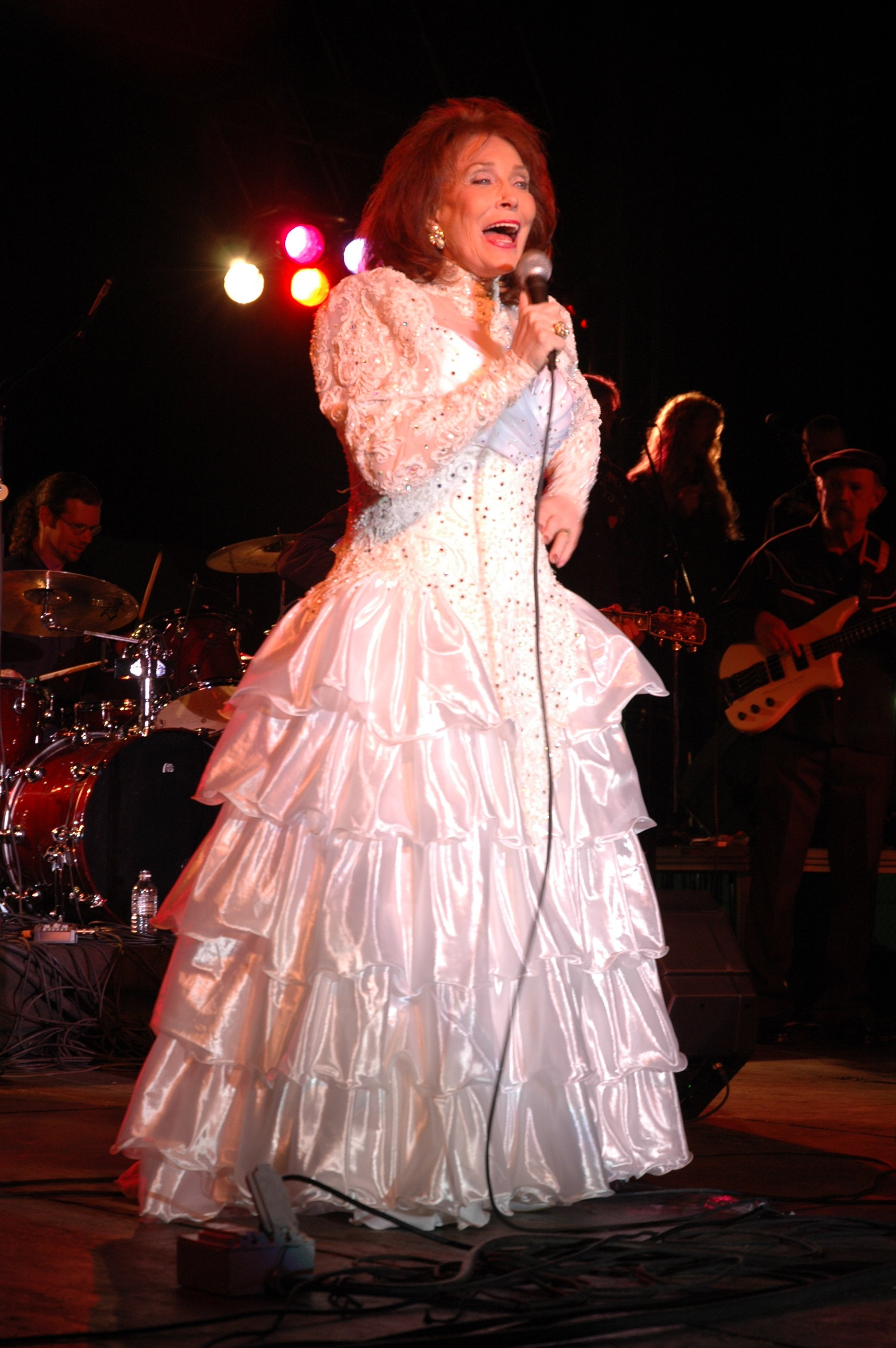
Loretta Lynn em 2005

| Ano  | Categoria                                       | Prêmio                                                     |
| ---- | ----------------------------------------------- | ---------------------------------------------------------- |
| 2001 | As 100 Maiores Mulheres do Rock & Roll do VH1   | Ranking - #65                                              |
| 2002 | As 40 Maiores Mulheres da Música Country do CMT | Ranking - #3                                               |
| 2005 | Grammy Awards                                   | Melhor Álbum de Country; Van Lear Rose                     |
| 2005 | Grammy Awards                                   | Melhor Colaboração de Country com Vocais; (com Jack White) |
| 2005 | CMT Awards                                      | Prêmio Johnny Cash Visionary                               |

## Discografia

### Álbuns solo
| Ano                                                                       | Detalhes do álbum                                                               | Máximas posições nas paradas | Máximas posições nas paradas | Máximas posições nas paradas | Certificações (Níveis de certificação) |
| Ano                                                                       | Detalhes do álbum                                                               | Country dos EUA              | EUA                          | Country do Canadá            | Certificações (Níveis de certificação) |
| ------------------------------------------------------------------------- | ------------------------------------------------------------------------------- | ---------------------------- | ---------------------------- | ---------------------------- | -------------------------------------- |
| 1963                                                                      | Loretta Lynn Sings - Gravadora: Decca Records                                   | 2                            | —                            | —                            |                                        |
| 1964                                                                      | Before I'm Over You - Gravadora: Decca                                          | 11                           | —                            | —                            |                                        |
| 1965                                                                      | Songs from My Heart - Gravadora: Decca                                          | 8                            | —                            | —                            |                                        |
| 1965                                                                      | Blue Kentucky Girl - Gravadora: Decca                                           | 14                           | —                            | —                            |                                        |
| 1966                                                                      | I Like 'em Country - Gravadora: Decca                                           | 2                            | —                            | —                            |                                        |
| 1966                                                                      | You Ain't Woman Enough - Gravadora: Decca                                       | 1                            | 140                          | —                            |                                        |
| 1967                                                                      | Don't Come Home a Drinkin' (With Lovin' on Your Mind) - Gravadora: Decca        | 1                            | 80                           | —                            | - EUA: Ouro                            |
| 1967                                                                      | Singin' With Feelin' - Gravadora: Decca                                         | 3                            | —                            | —                            |                                        |
| 1968                                                                      | Fist City - Gravadora: Decca                                                    | 1                            | —                            | —                            |                                        |
| 1969                                                                      | Your Squaw Is on the Warpath - Gravadora: Decca                                 | 2                            | 168                          | —                            |                                        |
| 1969                                                                      | Woman of the World / To Make a Man - Gravadora: Decca                           | 2                            | 148                          | —                            |                                        |
| 1970                                                                      | Wings Upon Your Horns - Gravadora: Decca                                        | 5                            | 146                          | —                            |                                        |
| 1970                                                                      | Loretta Lynn Writes 'em & Sings 'em - Gravadora: Decca                          | 8                            | —                            | —                            |                                        |
| 1970                                                                      | Coal Miner's Daughter - Gravadora: Decca                                        | 4                            | 81                           | —                            | - EUA: Ouro                            |
| 1971                                                                      | I Wanna Be Free - Gravadora: Decca                                              | 5                            | 110                          | —                            |                                        |
| 1971                                                                      | You're Lookin' At Country - Gravadora: Decca                                    | 7                            | —                            | —                            |                                        |
| 1972                                                                      | One's on the Way - Gravadora: Decca                                             | 3                            | 109                          | —                            |                                        |
| 1972                                                                      | Here I Am Again - Gravadora: Decca                                              | 4                            | —                            | —                            |                                        |
| 1973                                                                      | Entertainer of the Year - Loretta - Gravadora: MCA                              | 1                            | —                            | —                            |                                        |
| 1973                                                                      | Love Is the Foundation - Gravadora: Decca                                       | 1                            | 183                          | —                            |                                        |
| 1974                                                                      | They Don't Make 'em Like My Daddy - Gravadora: MCA                              | 6                            | —                            | —                            |                                        |
| 1975                                                                      | Back to the Country - Gravadora: MCA                                            | 2                            | 182                          | —                            |                                        |
| 1975                                                                      | Home - Gravadora: MCA                                                           | 7                            | —                            | —                            |                                        |
| 1976                                                                      | When the Tingle Becomes a Chill - Gravadora: MCA                                | 6                            | —                            | —                            |                                        |
| 1976                                                                      | Somebody, Somewhere - Gravadora: MCA                                            | 1                            | —                            | —                            |                                        |
| 1977                                                                      | I Remember Patsy - Gravadora: MCA                                               | 2                            | —                            | —                            |                                        |
| 1978                                                                      | Out of My Head and Back in My Bed - Gravadora: MCA                              | 16                           | —                            | —                            |                                        |
| 1979                                                                      | We've Come a Long Way Baby - Lançado: data desconhecida - Gravadora: MCA        | 19                           | —                            | 5                            |                                        |
| 1980                                                                      | Loretta - Gravadora: MCA                                                        | 24                           | —                            | 5                            |                                        |
| 1980                                                                      | Lookin' Good - Gravadora: MCA                                                   | 17                           | —                            | —                            |                                        |
| 1981                                                                      | I Lie - Gravadora: MCA                                                          | 33                           | —                            | —                            |                                        |
| 1982                                                                      | Making Love from Memory - Gravadora: MCA                                        | —                            | —                            | —                            |                                        |
| 1983                                                                      | Lyin', Cheatin', Woman Chasin' Honky Tonkin', Whiskey Drinkin' - Gravadora: MCA | 60                           | —                            | —                            |                                        |
| 1985                                                                      | Just a Woman - Gravadora: MCA                                                   | 63                           | —                            | —                            |                                        |
| 1988                                                                      | Who Was That Stranger - Gravadora: MCA                                          | 63                           | —                            | —                            |                                        |
| 2000                                                                      | Still Country - Gravadora: Audium                                               | 37                           | —                            | —                            |                                        |
| 2004                                                                      | Van Lear Rose - Gravadora: Interscope                                           | 2                            | 24                           | 1                            |                                        |
| "—" indica álbuns que não atingiram as paradas ou que não foram lançados. |                                                                                 |                              |                              |                              |                                        |

### Álbuns de música gospel
| Ano  | Detalhes do álbum                        | Posições nas paradas |
| Ano  | Detalhes do álbum                        | Country dos EUA      |
| ---- | ---------------------------------------- | -------------------- |
| 1965 | Hymns - Gravadora: Decca                 | 10                   |
| 1968 | Who Says God Is Dead! - Gravadora: Decca | 44                   |

### Colaborações
| Ano                                                                       | Detalhes do álbum                                           | Posições nas paradas | Posições nas paradas | Posições nas paradas | Posições nas paradas | Certificações (níveis de certificação) |
| Ano                                                                       | Detalhes do álbum                                           | Country dos EUA      | EUA                  | Country do Canadá    | Canadá               | Certificações (níveis de certificação) |
| ------------------------------------------------------------------------- | ----------------------------------------------------------- | -------------------- | -------------------- | -------------------- | -------------------- | -------------------------------------- |
| 1965                                                                      | Mr. & Mrs. Used to Be - Gravadora: Decca                    | 13                   | —                    | —                    | —                    |                                        |
| 1967                                                                      | Ernest Tubb & Loretta Lynn Singin' Again - Gravadora: Decca | 2                    | —                    | —                    | —                    |                                        |
| 1969                                                                      | If We Put Our Heads Together - Gravadora: Decca             | 19                   | —                    | —                    | —                    |                                        |
| 1971                                                                      | We Only Make Believe - Gravadora: Decca                     | 3                    | 78                   | —                    | —                    | - EUA: Ouro                            |
| 1972                                                                      | Lead Me on - Gravadora: Decca                               | 2                    | 106                  | —                    | —                    | - EUA: Ouro                            |
| 1973                                                                      | Louisiana Woman, Mississippi Man - Gravadora: MCA           | 1                    | 153                  | —                    | —                    |                                        |
| 1974                                                                      | Country Partners - Gravadora: MCA                           | 1                    | —                    | —                    | —                    |                                        |
| 1975                                                                      | Feelin's - Gravadora: MCA                                   | 1                    | —                    | —                    | —                    |                                        |
| 1976                                                                      | United Talent - Gravadora: MCA                              | 1                    | —                    | —                    | —                    |                                        |
| 1977                                                                      | Dynamic Duo - Gravadora: MCA                                | 3                    | —                    | —                    | —                    |                                        |
| 1978                                                                      | Honky Tonk Heroes - Gravadora: MCA                          | 8                    | —                    | 7                    | —                    |                                        |
| 1979                                                                      | Diamond Duet - Gravadora: MCA                               | 22                   | —                    | —                    | —                    |                                        |
| 1981                                                                      | Two's a Party - Gravadora: MCA                              | 28                   | —                    | —                    | —                    |                                        |
| 1989                                                                      | Makin' Believe - Gravadora: MCA                             | 62                   | —                    | —                    | —                    |                                        |
| 1993                                                                      | Honky Tonk Angels - Gravadora: Columbia                     | 6                    | 42                   | 6                    | 44                   | - Canadá: Ouro                         |
| "—" indica álbuns que não atingiram as paradas ou que não foram lançados. |                                                             |                      |                      |                      |                      |                                        |

### Coletâneas
Esta seção está incompleta, pois há inúmeras coletâneas para Loretta Lynn. Aqui, foram incluídas apenas a maioria daquelas lançadas por grandes gravadoras.
| Ano                                                                       | Detalhes do álbum                                                         | Posições nas paradas | Posições nas paradas | Posições nas paradas | Certificações (níveis de certificação) |
| Ano                                                                       | Detalhes do álbum                                                         | Country dos EUA      | EUA                  | Country do Canadá    | Certificações (níveis de certificação) |
| ------------------------------------------------------------------------- | ------------------------------------------------------------------------- | -------------------- | -------------------- | -------------------- | -------------------------------------- |
| 1966                                                                      | A Country Christmas - Gravadora: Decca                                    | —                    | 103                  | —                    |                                        |
| 1968                                                                      | Loretta Lynn's Greatest Hits - Gravadora: Decca                           | 6                    | —                    | —                    | - US: Gold                             |
| 1972                                                                      | God Bless America Again - Gravadora: Decca                                | 7                    | —                    | —                    |                                        |
| 1973                                                                      | The Loretta Lynn & Ernest Tubb Story - Gravadora: MCA                     | 43                   | —                    | —                    |                                        |
| 1974                                                                      | Loretta Lynn's Greatest Hits Vol. II - Gravadora: MCA                     | 5                    | —                    | —                    | - US: Gold                             |
| 1979                                                                      | The Very Best of Loretta & Conway - Gravadora: MCA                        | 19                   | —                    | 16                   | - US: Gold                             |
| 1987                                                                      | 20 Greatest Hits - Gravadora: MCA                                         | —                    | —                    | 38                   |                                        |
| 1988                                                                      | 20 Greatest Hits - Gravadora: MCA                                         | —                    | —                    | —                    |                                        |
| 1990                                                                      | Peace in the Valley - Gravadora: MCA                                      | —                    | —                    | —                    |                                        |
| 1991                                                                      | Country Music Hall of Fame Series - Gravadora: MCA                        | —                    | —                    | —                    |                                        |
| 1994                                                                      | Honky Tonk Girl: The Loretta Lynn Collection - Gravadora: MCA             | —                    | —                    | —                    |                                        |
| 1999                                                                      | 20th Century Masters: The Millenium Collection - Gravadora: MCA Nashville | —                    | —                    | —                    |                                        |
| 2002                                                                      | All-Time Greatest Hits - Gravadora: MCA Nashville                         | —                    | —                    | —                    |                                        |
| 2005                                                                      | The Definitive Collection - Gravadora: MCA Nashville                      | —                    | —                    | —                    |                                        |
| 2005                                                                      | 20th Century Masters: The Christmas Collection - Gravadora: MCA Nashville | —                    | —                    | —                    |                                        |
| 2006                                                                      | Loretta Lynn Gold - Gravadora: MCA Nashville                              | —                    | —                    | —                    |                                        |
| 2007                                                                      | Number 1's - Gravadora: MCA Nashville                                     | —                    | —                    | —                    |                                        |
| "—" indica álbuns que não atingiram as paradas ou que não foram lançados. |                                                                           |                      |                      |                      |                                        |

## Singles
| Ano                                                                       | Single                                                               | Máximas posições alcançadas | Máximas posições alcançadas | Máximas posições alcançadas | Álbum                                                  |
| Ano                                                                       | Single                                                               | Country dos EUA             | EUA                         | Country do Canadá           | Álbum                                                  |
| ------------------------------------------------------------------------- | -------------------------------------------------------------------- | --------------------------- | --------------------------- | --------------------------- | ------------------------------------------------------ |
| 1960                                                                      | "I'm a Honky Tonk Girl"                                              | 14                          | —                           | —                           | single sem álbum                                       |
| 1960                                                                      | "New Rainbow"                                                        | —                           | —                           | —                           | single sem álbum                                       |
| 1960                                                                      | "Darkest Day"                                                        | —                           | —                           | —                           | single sem álbum                                       |
| 1961                                                                      | "I Walked Away from the Wreck"                                       | —                           | —                           | —                           | Loretta Lynn Sings                                     |
| 1962                                                                      | "Success"                                                            | 6                           | —                           | —                           | Loretta Lynn Sings                                     |
| 1962                                                                      | "World of Forgotten People"                                          | —                           | —                           | —                           | Loretta Lynn Sings                                     |
| 1963                                                                      | "The Other Woman"                                                    | 13                          | —                           | —                           | Loretta Lynn Sings                                     |
| 1963                                                                      | "Before I'm Over You"                                                | 4                           | —                           | —                           | Before I'm Over You                                    |
| 1964                                                                      | "Wine, Women, and Song"                                              | 3                           | —                           | —                           | Before I'm Over You                                    |
| 1964                                                                      | "Happy Birthday"                                                     | 3                           | —                           | —                           | Songs from My Heart                                    |
| 1965                                                                      | "Blue Kentucky Girl"                                                 | 7                           | —                           | —                           | Blue Kentucky Girl                                     |
| 1965                                                                      | "The Home You're Tearing Down"                                       | 10                          | —                           | —                           | I Like 'em Country                                     |
| 1965                                                                      | "When I Hear My Children Pray"                                       | —                           | —                           | —                           | Hymns                                                  |
| 1966                                                                      | "Dear Uncle Sam"                                                     | 4                           | —                           | —                           | I Like 'em Country                                     |
| 1966                                                                      | "You Ain't Woman Enough (To Take My Man)"                            | 2                           | —                           | —                           | You Ain't Woman Enough                                 |
| 1966                                                                      | "Don't Come Home A' Drinkin' (With Lovin' on Your Mind)"             | 1                           | —                           | —                           | Don't Come Home A' Drinkin' (With Lovin' on Your Mind) |
| 1966                                                                      | "To Heck with Ole Santa Claus"                                       | —                           | —                           | —                           | A Country Christmas                                    |
| 1967                                                                      | "If You're Not Gone Too Long"                                        | 7                           | —                           | —                           | Singin' with Feelin                                    |
| 1967                                                                      | "What Kind of a Girl (Do You Think I Am)"                            | 5                           | —                           | —                           | Fist City                                              |
| 1968                                                                      | "Fist City"                                                          | 1                           | —                           | 1                           | Fist City                                              |
| 1968                                                                      | "You've Just Stepped In (From Stepping Out on Me)"                   | 2                           | —                           | —                           | Your Squaw Is on the Warpath                           |
| 1968                                                                      | "Your Squaw Is on the Warpath"                                       | 3                           | —                           | 17                          | Your Squaw Is on the Warpath                           |
| 1969                                                                      | "Woman of the World (Leave My World Alone)"                          | 1                           | —                           | —                           | Woman of the World / To Make a Man                     |
| 1969                                                                      | "To Make a Man (Feel Like a Man)"                                    | 3                           | —                           | 4                           | Woman of the World / To Make a Man                     |
| 1969                                                                      | "Wings Upon Your Horns"                                              | 11                          | —                           | 5                           | Wings Upon Your Horns                                  |
| 1970                                                                      | "I Know How"                                                         | 4                           | —                           | 13                          | Loretta Lynn Writes 'em and Sings 'em                  |
| 1970                                                                      | "You Wanna Give Me a Lift"                                           | 6                           | —                           | 4                           | Loretta Lynn Writes 'em and Sings 'em                  |
| 1970                                                                      | "Coal Miner's Daughter"                                              | 1                           | 83                          | 1                           | Coal Miner's Daughter                                  |
| 1971                                                                      | "I Wanna Be Free"                                                    | 3                           | 94                          | 1                           | I Wanna Be Free                                        |
| 1971                                                                      | "You're Lookin' at Country"                                          | 5                           | —                           | 1                           | You're Lookin' at Country                              |
| 1971                                                                      | "One's on the Way"                                                   | 1                           | —                           | 1                           | One's on the Way                                       |
| 1972                                                                      | "Here I Am Again"                                                    | 3                           | —                           | 3                           | Here I Am Again                                        |
| 1972                                                                      | "Rated X"                                                            | 1                           | —                           | 1                           | Entertainer of the Year                                |
| 1973                                                                      | "Love Is the Foundation"                                             | 1                           | 102                         | 1                           | Love Is the Foundation                                 |
| 1973                                                                      | "Hey Loretta"                                                        | 3                           | —                           | 1                           | Love Is the Foundation                                 |
| 1974                                                                      | "They Don't Make 'em Like My Daddy"                                  | 4                           | —                           | 1                           | They Don't Make 'em Like My Daddy                      |
| 1974                                                                      | "Trouble in Paradise"                                                | 1                           | —                           | 14                          | They Don't Make 'em Like My Daddy                      |
| 1975                                                                      | "The Pill"                                                           | 5                           | 70                          | 1                           | Back to Country                                        |
| 1975                                                                      | "Home"                                                               | 10                          | —                           | 5                           | Home                                                   |
| 1975                                                                      | "When the Tingle Becomes a Chill"                                    | 2                           | —                           | 3                           | When the Tingle Becomes a Chill                        |
| 1976                                                                      | "Red, White, and Blue"                                               | 20                          | —                           | 20                          | non-album single                                       |
| 1976                                                                      | "Somebody, Somewhere (Don't Know What He's Missin' Tonight)"         | 1                           | —                           | 1                           | Somebody, Somewhere                                    |
| 1977                                                                      | "She's Got You"                                                      | 1                           | —                           | 1                           | I Remember Patsy                                       |
| 1977                                                                      | "Why Can't He Be You"                                                | 7                           | —                           | 6                           | I Remember Patsy                                       |
| 1977                                                                      | "Out of My Head and Back in My Bed"                                  | 1                           | —                           | 1                           | Out of My Head and Back in My Bed                      |
| 1978                                                                      | "Spring Fever"                                                       | 12                          | —                           | 10                          | Out of My Head and Back in My Bed                      |
| 1978                                                                      | "We've Come a Long Way, Baby"                                        | 10                          | —                           | 6                           | We've Come a Long Way, Baby                            |
| 1979                                                                      | "I Can't Feel You Anymore"                                           | 3                           | —                           | 2                           | We've Come a Long Way, Baby                            |
| 1979                                                                      | "I've Got a Picture of Us on My Mind"                                | 5                           | —                           | 2                           | Loretta                                                |
| 1980                                                                      | "Pregnant Again"                                                     | 35                          | —                           | 13                          | Loretta                                                |
| 1980                                                                      | "Naked in the Rain"                                                  | 30                          | —                           | 11                          | Loretta                                                |
| 1980                                                                      | "Cheatin' on a Cheater"                                              | 20                          | —                           | 21                          | Lookin' Good                                           |
| 1981                                                                      | "Somebody Led Me Away"                                               | 20                          | —                           | 38                          | Lookin' Good                                           |
| 1982                                                                      | "I Lie"                                                              | 9                           | —                           | 9                           | I Lie                                                  |
| 1982                                                                      | "Making Love from Memory"                                            | 19                          | —                           | 41                          | Making Love from Memory                                |
| 1983                                                                      | "Breakin' it"                                                        | 39                          | —                           | 32                          | Making Love from Memory                                |
| 1983                                                                      | "Lyin', Cheatin', Woman Chasin, Honky Tonkin', Whiskey Drinkin' You" | 53                          | —                           | —                           | Lyin', Cheatin', Woman Chasin'                         |
| 1983                                                                      | "Walking with My Memories"                                           | 59                          | —                           | —                           | Lyin', Cheatin', Woman Chasin'                         |
| 1985                                                                      | "Heart Don't Do This to Me"                                          | 19                          | —                           | 42                          | Just a Woman                                           |
| 1985                                                                      | "Wouldn't It Be Great"                                               | 72                          | —                           | —                           | Just a Woman                                           |
| 1986                                                                      | "Just a Woman"                                                       | 81                          | —                           | —                           | Just a Woman                                           |
| 1988                                                                      | "Who Was That Stranger"                                              | 57                          | —                           | —                           | Who Was That Stranger                                  |
| 1988                                                                      | "Fly Away"                                                           | —                           | —                           | 88                          | Who Was That Stranger                                  |
| 2000                                                                      | "Country in My Genes"                                                | 72                          | —                           | —                           | Still Country                                          |
| 2000                                                                      | "I Can't Hear the Music"                                             | —                           | —                           | —                           | Still Country                                          |
| 2001                                                                      | "Table for Two"                                                      | —                           | —                           | —                           | Still Country                                          |
| 2004                                                                      | "Miss Being Mrs."                                                    | —                           | —                           | —                           | Van Lear Rose                                          |
| 2004                                                                      | "Portland, Oregon" (com Jack White)                                  | —                           | —                           | —                           | Van Lear Rose                                          |
| "—" indica álbuns que não atingiram as paradas ou que não foram lançados. |                                                                      |                             |                             |                             |                                                        |

### Colaborações
| Ano                                                                       | Single                                                       | Artista                     | Máxima posições alcançadas | Máxima posições alcançadas | Máxima posições alcançadas | Álbum                                    |
| Ano                                                                       | Single                                                       | Artista                     | Country dos EUA            | EUA                        | Country do Canadá          | Álbum                                    |
| ------------------------------------------------------------------------- | ------------------------------------------------------------ | --------------------------- | -------------------------- | -------------------------- | -------------------------- | ---------------------------------------- |
| 1964                                                                      | "Mr. and Mrs. Used to Be"                                    | Ernest Tubb                 | 11                         | —                          | 4                          | Mr. and Mrs. Used to Be                  |
| 1965                                                                      | "Our Hearts Are Holding Hands"                               | Ernest Tubb                 | 24                         | —                          | —                          | Mr. and Mrs. Used to Be                  |
| 1967                                                                      | "Sweet Thang"                                                | Ernest Tubb                 | 45                         | —                          | —                          | Loretta Lynn & Ernest Tubb Singin' Again |
| 1969                                                                      | "Who's Gonna Take the Garbage Out"                           | Ernest Tubb                 | 18                         | —                          | —                          | If We Put Our Heads Together             |
| 1969                                                                      | "If We Put Our Heads Together"                               | Ernest Tubb                 | —                          | —                          | —                          | If We Put Our Heads Together             |
| 1971                                                                      | "After the Fire Is Gone"                                     | Conway Twitty               | 1                          | 56                         | 4                          | We Only Make Believe                     |
| 1971                                                                      | "Lead Me On"                                                 | Conway Twitty               | 1                          | —                          | 1                          | Lead Me On                               |
| 1973                                                                      | "Louisiana Woman, Mississippi Man"                           | Conway Twitty               | 1                          | —                          | 1                          | Louisiana Woman, Mississippi Man         |
| 1974                                                                      | "As Soon as I Hang Up the Phone"                             | Conway Twitty               | 1                          | —                          | 1                          | Country Partners                         |
| 1975                                                                      | "Feelin's"                                                   | Conway Twitty               | 1                          | —                          | 2                          | Feelin's                                 |
| 1976                                                                      | "The Letter"                                                 | Conway Twitty               | 3                          | —                          | 1                          | United Talent                            |
| 1977                                                                      | "I Can't Love You Enough"                                    | Conway Twitty               | 2                          | —                          | 1                          | Dynamic Duo                              |
| 1978                                                                      | "From Seven Till Ten"                                        | Conway Twitty               | 6                          | —                          | 2                          | Honky Tonk Heroes                        |
| 1979                                                                      | "You Know Just What I'd Do"                                  | Conway Twitty               | 9                          | —                          | 5                          | Diamond Duet                             |
| 1980                                                                      | "It's True Love"                                             | Conway Twitty               | 5                          | —                          | 2                          | Diamond Duet                             |
| 1981                                                                      | "Lovin' What You're Love Does to Me"                         | Conway Twitty               | 7                          | —                          | 5                          | Two's a Party                            |
| 1981                                                                      | "I Still Believe in Waltzes"                                 | Conway Twitty               | 2                          | —                          | 3                          | Two's a Party                            |
| 1988                                                                      | "Makin' Believe"                                             | Conway Twitty               | —                          | —                          | —                          | Makin' Believe                           |
| 1993                                                                      | "Silver Threads and Golden Needles"                          | Dolly Parton, Tammy Wynette | 68                         | —                          | —                          | Honky Tonk Angels                        |
| 1994                                                                      | "It Wasn't God Who Made Honky Tonk Angels" (com Kitty Wells) | Dolly Parton, Tammy Wynette | —                          | —                          | —                          | Honky Tonk Angels                        |
| "—" indica álbuns que não atingiram as paradas ou que não foram lançados. |                                                              |                             |                            |                            |                            |                                          |